# Zamarada episema
Zamarada episema är en fjärilsart som beskrevs av Fletcher 1974. Zamarada episema ingår i släktet Zamarada och familjen mätare. Inga underarter finns listade i Catalogue of Life.